# Таинство вознесения
«Таинство вознесения» (англ. The Secret Rapture) — кинофильм. Экранизация произведения, автор которого — Дэвид Хэйр.

## Сюжет
Живущие раздельно сёстры Изабель и Мэрион к моменту смерти отца вынуждены собраться под одной крышей, чтобы решить что делать с их молодой, пьющей, психически нестабильной мачехой Кэтрин, у которой за душой не осталось ничего, кроме сельского дома, где все они выросли.
Изабель и её возлюбленный Патрик — владельцы небольшой полиграфической компании пытающейся хоть как-то остаться на плаву. Её сестра вместе со своим мужем Томом предлагает им расширить свой бизнес за счёт инвесторов и привлечь к общему делу Кэтрин в качестве ответственного партнёра. У Изабель по поводу этого плана большие сомнения, но она всё же соглашается после того как Мэрион удаётся убедить Патрика в перспективности проекта…

## В ролях
- Джульет Стивенсон — Изабель Кольридж
- Джоан Уолли-Килмер — Кэтрин Кольридж
- Пенелопа Уилтон — Мэрион Френч
- Нил Пирсон — Патрик Стедман
- Алан Ховард — Том Френч
- Роберт Стивенс — Макс Лоперт
- Хилтон МакРэй — Норман
- Роберт Гленистер — Джереми
- Финти Уильямс — Грета

## Интересные факты
- Съёмки киноленты проходили в национальном природном парке Эксмур в Сомерсете.